# Lancashire Central (circonscription du Parlement européen)
Avant l’adoption uniforme de la représentation proportionnelle en 1999, le Royaume-Uni utilisait le système uninominal à un tour pour les élections européennes en Angleterre, en Écosse et au pays de Galles. Les conscriptions du Parlement européen utilisées dans ce système étaient plus petites que les circonscriptions régionales les plus récentes et ne comptaient chacune qu'un seul membre au Parlement européen.
La circonscription de Lancashire Central était l'une d'entre elles.

## Limites
- 1979–1984: Blackpool North, Blackpool South, Chorley, Fylde South, Preston North, Preston South, Westhoughton, Wigan
- 1984–1994: Blackpool North, Blackpool South, Chorley, Fylde, Preston, Ribble Valley, South Ribble, West Lancashire
- 1994–1999: Blackpool North, Blackpool South, Burnley, Fylde, Pendle, Preston, Ribble Valley, Wyre

## Membre du Parlement européen
| Élection                    | Élection | Portrait | Membre        | Parti        |
| --------------------------- | -------- | -------- | ------------- | ------------ |
|                             | 1979     |          | Michael Welsh | Conservateur |
|                             | 1994     |          | Mark Hendrick | Travailliste |
| 1999 circonscription abolie |          |          |               |              |

## Résultats des élections
Les candidats élus sont indiqués en gras.
| Parti         | Parti                                  | Candidat      | Voix    | %    | ± |
| ------------- | -------------------------------------- | ------------- | ------- | ---- | - |
|               | Conservateur                           | Michael Welsh | 91,355  | 51,1 | ' |
|               | Travailliste                           | I J Taylor    | 63,709  | 37,7 |   |
|               | Liberal                                | A D Sanders   | 13,821  | 8,2  |   |
| Majorité      | Majorité                               | Majorité      | 27,646  | 16,4 |   |
| Participation | Participation                          | Participation | 168,885 | 31,6 |   |
|               | Conservateur vainqueur (nouveau siège) |               |         |      |   |

| Parti         | Parti                | Candidat             | Voix    | %    | ±    |
| ------------- | -------------------- | -------------------- | ------- | ---- | ---- |
|               | Conservateur         | Michael Welsh        | 82,370  | 50,4 | -0.7 |
|               | Travailliste         | Helen Jones          | 56,175  | 34,4 | -3.3 |
|               | Social Démocratique  | Michael Gallagher    | 24,936  | 15,2 | New  |
| Majorité      | Majorité             | Majorité             | 26,195  | 16,0 | -0.4 |
| Participation | Participation        | Participation        | 163,481 | 31,2 | -0.4 |
|               | Conservateur retenir | Conservateur retenir | Swing   |      |      |

| Parti         | Parti                | Candidat             | Voix    | %    | ±     |
| ------------- | -------------------- | -------------------- | ------- | ---- | ----- |
|               | Conservateur         | Michael Welsh        | 81,125  | 42,1 | -8.3  |
|               | Travailliste         | G Smith              | 75,437  | 39,2 | +4.8  |
|               | Green                | H Ingham             | 28,777  | 14,9 | New   |
|               | SLD                  | J Ross-Mills         | 7,378   | 3,8  | -9.4  |
| Majorité      | Majorité             | Majorité             | 5,688   | 2,9  | -13.1 |
| Participation | Participation        | Participation        | 192,717 | 35,8 | +4.6  |
|               | Conservateur retenir | Conservateur retenir | Swing   |      |       |

| Parti         | Parti                                   | Candidat                                | Voix   | %    | ±     |
| ------------- | --------------------------------------- | --------------------------------------- | ------ | ---- | ----- |
|               | Travailliste                            | Mark Hendrick                           | 73,420 | 43,9 | +4.7  |
|               | Conservateur                            | Michael Welsh                           | 61,229 | 36,6 | -5.5  |
|               | Libéral Démocrate                       | Janet Ross-Mills                        | 20,578 | 12,3 | +8.5  |
|               | Independent British Home Rule           | D Hill                                  | 6,751  | 4,0  | New   |
|               | Green                                   | C Maile                                 | 4,169  | 2,5  | -12.4 |
|               | Natural Law                             | J Aycliffe                              | 1,127  | 0,7  | New   |
| Majorité      | Majorité                                | Majorité                                | 12,191 | 7,3  | N/A   |
| Participation | Participation                           | Participation                           | 93,854 | 33,2 | -2.6  |
|               | Travailliste vainqueur sur Conservateur | Travailliste vainqueur sur Conservateur | Swing  |      |       |